# هوتسول‌ها
هوتسول‌ها (به انگلیسی: Hutsuls) [گاهی با تلفظ متفاوت: گوتسول‌ها (Gutsuls)]؛ (به اوکراینی: Гуцули)، (به رومی: Hutsuly)، (به روسی: Гуцулы)، (به لهستانی: Hucuł، جمع Huculi, Hucułowie)، (به رومانیایی: huțul، جمع huțuli)، (به آلمانی: Huzul، جمع Huzulen) یک گروه قومی که بخش‌هایی از غرب اوکراین و رومانی (یعنی بخش‌هایی از بوکووینا و مارامورش) را در بر می‌گیرد. آنها اغلب به‌طور رسمی و اداری به عنوان زیر گروهی از اوکراینی‌ها تعیین شده‌اند و تا حد زیادی به عنوان تشکیل دهندهٔ یک قوم اوکراینی گسترده‌تری در نظر گرفته می‌شوند.]

## ریشه‌شناسی
منشأ نام هوتسول نامشخص است. رایج‌ترین اشتقاقات از کلمهٔ رومانیایی برای «قانون» (ر. ک. رومی. hoț– «دزد»، hoțul– «دزد») و اسلاوی kochul (اوکراینی. kochovyk – «کوچ‌نشین») است که اشاره‌ای به سبک زندگی شبانیِ نیمه عشایری یا ساکنانی که پس از حمله مغول به کوه‌ها گریختند، دارد. از دیگر ریشه‌های پیشنهادی می‌توان به قبایل ترکی اوتسیان‌ها یا اوزیان‌ها، و حتی به نام دوک بزرگ موراویا، هتسیلا (Hetsyla)، در میان دیگر موارد اشاره کرد. همان‌طور که این نام برای اولین بار در سال ۱۸۱۶ میلادی تأیید شد، آن را منشأ اخیر و به عنوان یک نام مستعار در نظر می‌گیرند که توسط گروه‌های همسایه و نه خود هوتسول‌ها استفاده می‌شود، اگرچه برخی آن را پذیرفته‌اند. منطقه‌ای که هوتسول‌ها در آن ساکن شده‌اند به عنوان هوتسولشچینا (Hutsulshchyna) نامیده می‌شود. نام آنها همچنین در نام کوه‌های هوتسول آلپ، و هوتسول بسکید، پارک ملی هوتسولشچینا و موزهٔ ملی هوتسولشچینا و هنر مردمی پوکوتیا یافت می‌شود.

## تاریخچه و خاستگاه‌ها

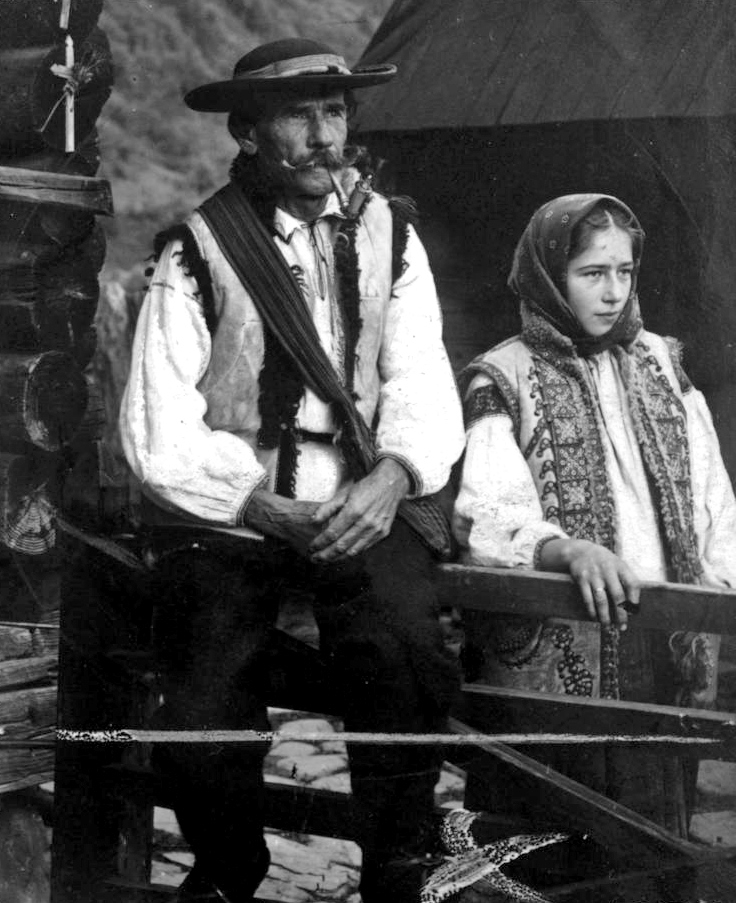
خانوادهٔ هوتسول در ورخوینا، ۱۹۳۳ میلادی

هوتسول‌ها در مناطق واقع بین جنوب شرقی از ساکنان بویکوها، پایین تا بخش شمالی بخش رومانیایی از کارپات‌ها واقع شده‌است. چندین فرضیه منشأ هوتسول‌ها را توضیح می‌دهند، با این حال، مانند همه روسین‌ها، آنها به احتمال زیاد منشأ قوم زایی متنوعی دارند. به‌طور کلی در نظر گرفته می‌شود که این افراد از نوادگان کروات‌های سفید، قبیله‌ای اسلاو که در این منطقه ساکن بودند، همچنین تیورتسی و احتمالاً اولیچ‌ها هستند که مجبور بودند خانهٔ قبلی خود را در نزدیکی رودخانهٔ بوگ جنوبی، تحت فشار پچنگ‌ها ترک کنند.

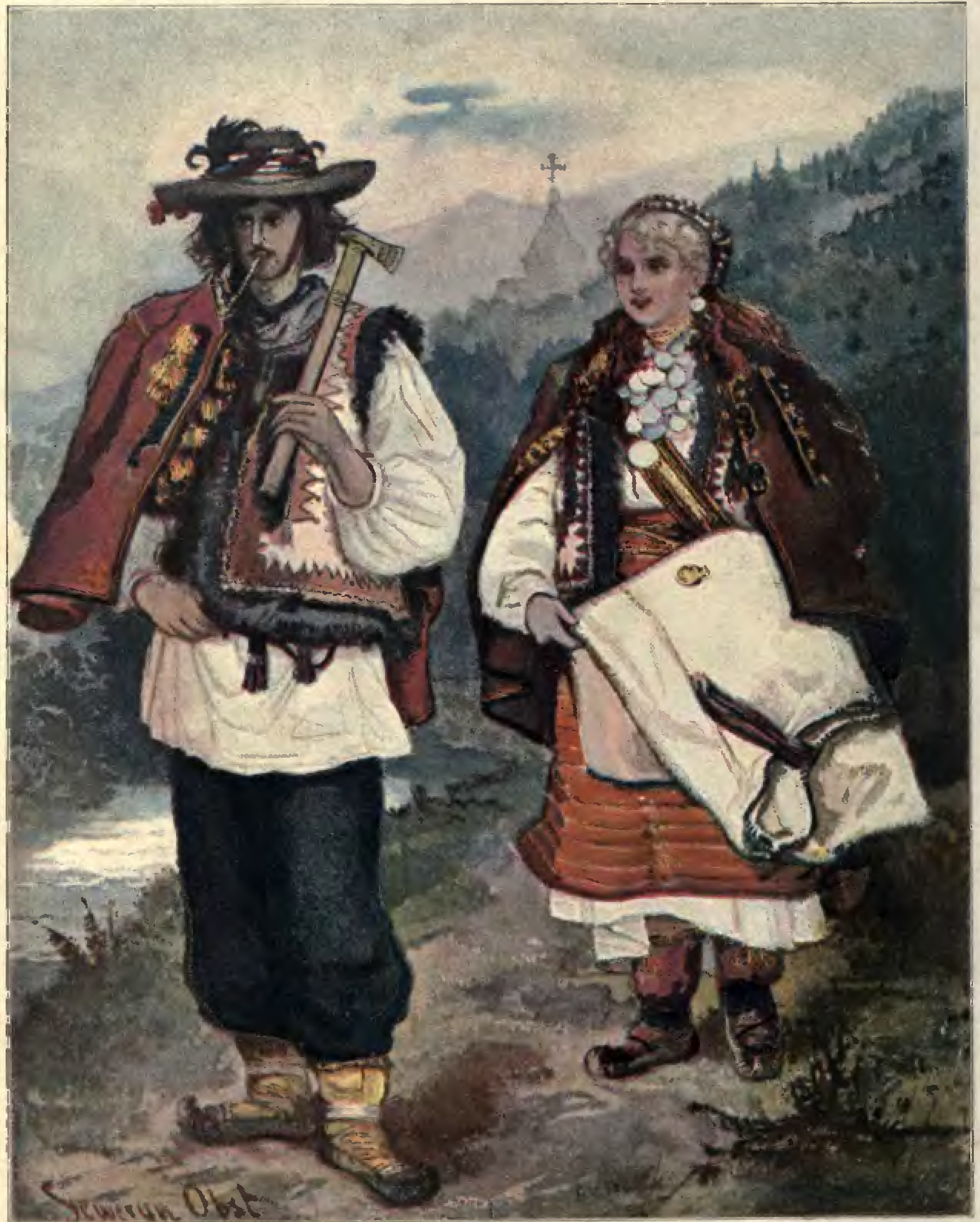
زوج هوتسول، اثر: سورین اُبست، ۱۹۰۲ میلادی

همچنین رابطه‌ای میان آن‌ها با چوپانان ولاک که بعداً از ترانسیلوانیا مهاجرت کردند، در نظر گرفته می‌شود، که به همین دلیل برخی از محققان مانند مورخ رومانیایی نیکولای یورگا (Nicolae Iorga)، استدلال کردند که هوتولی "huțuli" یا هوتانی "huțani" ولاک‌ها/رومانیایی‌ها غیرملی شده هستند.

## زبان

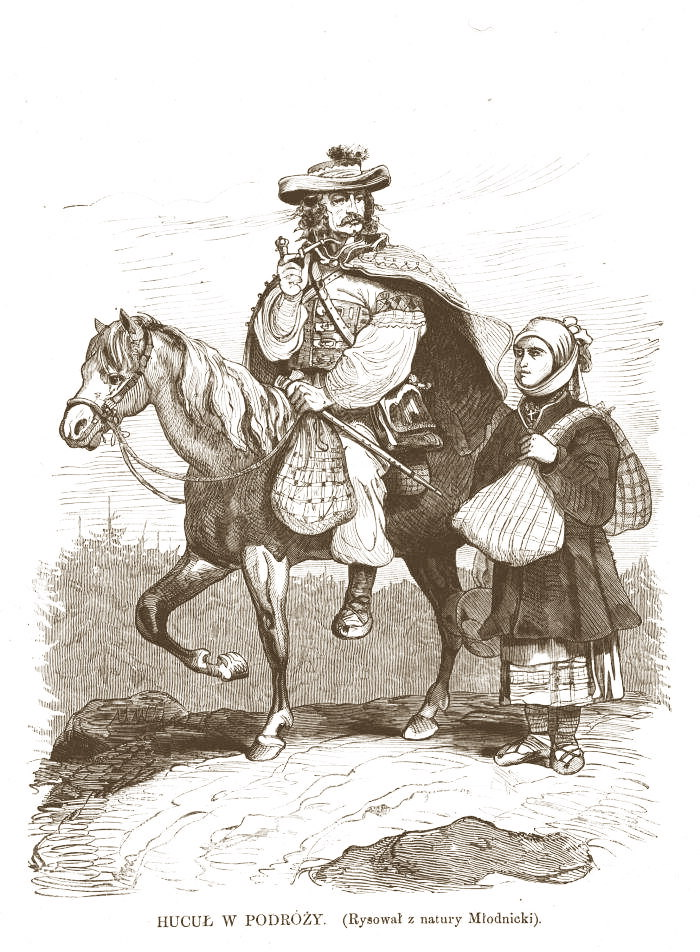
هوتسول‌ها 1872

زبان هوتسول همین‌طور گویشی از زبان اوکراینی غربی (با برخی از تأثیرات زبان لهستانی) در نظر گرفته می‌شود، همراه با گویش پوکوتیا-بوکووینا و گویش‌های لمکوها و بویکوها. از زمان الحاق مناطق غربی اوکراین، از جمله استان ایوانو-فرانکیفسک و استان چرنیوتسی و همچنین ترانسکارپاتیا به اتحاد جماهیر شوروی، آموزش اجباری فقط به زبان استاندارد ادبی اوکراینی انجام شده‌است. تنها در سال‌های اخیر تلاش‌هایی مردمی برای زنده نگه داشتن گویش سنتی هوتسول صورت گرفته‌است.

## شیوهٔ زندگی و فرهنگ

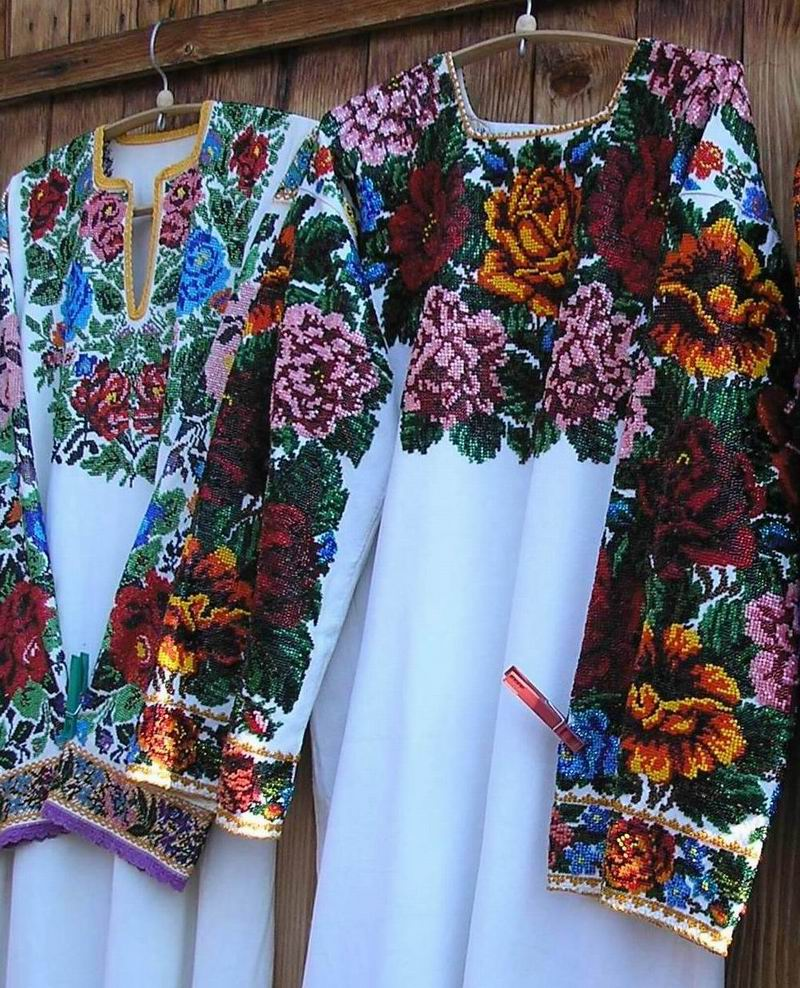
لباس عروس هوتسول، مهره‌دوزی

فرهنگ سنتی هوتسول اغلب با صنایع دستی رنگارنگ و پیچیدهٔ دست ساخته‌هایی چون لباس، مجسمه‌سازی، معماری، نجاری، فلزکاری (به ویژه برنج‌کاری)، قالیبافی، سفالگری، و تزئین تخم‌مرغ نشان داده می‌شود (پیسانکا را ببینید). این فرهنگ در کنار سایر سنت‌های هوتسول و همچنین آوازها و رقص‌های آنها، اغلب توسط کشورهای مختلفی که هوتسول‌ها در آن‌ها زندگی می‌کنند، جشن گرفته و برجسته می‌شوند.
فرهنگ هوتسول اوکراینی شباهتی به فرهنگ‌های همسایه غرب و جنوب غربی اوکراین، به ویژه لمکوها و بویکوها دارد. این گروه‌ها همچنین شباهت‌هایی با دیگر مردمان کوهستانی اسلاوی مانند گورال‌ها در لهستان و اسلواکی دارند. شباهت‌هایی نیز با برخی از فرهنگ‌های ولاک مانند والاشیاهای موراویا در جمهوری چک و همچنین برخی فرهنگ‌ها در رومانی مشاهده شده‌است. بیشتر هوتسول‌ها به کلیسای کاتولیک یونانی اوکراین و کلیسای ارتدکس اوکراین تعلق دارند.
جامعهٔ هوتسول به‌طور سنتی مبتنی بر جنگل‌داری و قطع درختان و همچنین پرورش گاو و گوسفند بود. هوتسول‌ها به دلیل خلق نژاد اسب معروف به پونی هوکول اعتبار دارند. یکی از ویژگی‌های اصلی هوتسول‌ها، تبر چوپان آن‌ها (بارتکا) است، تبر کوچک با دسته‌ای بلند که هنوز هم به عنوان عصا، برای خرد کردن چوب، برای مبارزه و مراسم سنتی استفاده می‌شود. آنها اغلب با طرح‌های سنتی حکاکی روی چوب تزئین می‌شدند و از نسلی به نسل دیگر به خصوص پس از ازدواج منتقل می‌شدند. آنها از آلات موسیقی منحصر به فرد، از جمله ترامبیتا (Trembita)، نوعی شیپور آلپی (Alphorn)، و همچنین انواع مختلفی از فایف (Fife) یا سوپیلکا (Sopilka) [نوعی فلوت] استفاده می‌کنند که برای ایجاد ملودی‌ها و ریتم‌های محلی منحصر به فرد استفاده می‌شوند. همچنین اغلب از دودا (Duda) [نوعی نی‌انبان]، دریمبا (Drymba) [نوعی زنبورک]، و سیمبالی (Tsymbaly) [نوعی دولسیمر چکشی] استفاده می‌کنند.
هوتسول‌ها برای بسیاری از هنرمندان مانند نویسندگانی چون: ایوان فرانکو، لسیا یوکراینکا، میخایلو کوتسیوبینسکی، واسیل استفانیک، مارکو چرمشینا، میخائیل سادووانو و استانیسلاو وینسنز، و نقاشانی مانند: کازیمیرز سیچولسکی و تئودور آکسنتوویچ (او به خاطر نقاشی پرتره‌ها و صحنه‌های ظریف زندگی هوتسول‌ها معروف است) و هالینا زوبچنکو.
فیلم «سایه‌های نیاکان فراموش‌شده»، محصول ۱۹۶۵ میلادی ساختهٔ سرگئی پاراجانف که بر اساس کتاب میخایلو کوتسیوبینسکی ساخته شده‌است، صحنه‌هایی از زندگی سنتی هوتسول‌ها را به تصویر می‌کشد. آهنگساز لودمیلا آناتولیونا یاروشفسکایا اثری برای پیانو بر اساس موسیقی محلی هوتسول (فانتزی در تم‌های هوتسول) ساخت.
هر تابستان، روستای شِشوری در اوکراین میزبان جشنوارهٔ بین‌المللی سه روزهٔ موسیقی و هنر محلی است. دو موزهٔ مربوط به هوتسول در کولومیا، اوکراین واقع شده‌است: موزهٔ پیسانکی و موزهٔ ملی هوتسولشچینا و هنر مردمی پوکوتیا.
آواها و حرکات سنتی هوتسول توسط برندهٔ اوکراینی مسابقهٔ آواز یوروویژن ۲۰۰۴ میلادی، روسلانا لیژیچکو استفاده شد.
هوتسول‌های رومانیایی جشنوارهٔ هوتسول‌ها را در روستای مولداوا-سولیتا در شهرستان سوچِاوا برگزار می‌کنند.

## افراد برجسته
- ماتئی ویسنی‌یک، نمایشنامه‌نویس
- توماس بل، نویسنده
- مارکو چرمشینا، نویسنده
- اولکسا دوبوش، رهبر جنبش اُپریشکی (Opryshky)[۳۸]
- واسیله هوتوپیلا، نقاش
- میکولا وروختا، نقاش، هنرمند شایستهٔ اوکراین
- ولودیمیر ایواسیوک، آهنگساز
- الیسابتا لیپا، قهرمان چندگانهٔ قایقرانی جهان و المپیک
- ایوان مالکویچ، ناشر
- یوری اشکریبلیاک [متن اوکراینی]، مجسمه‌ساز، منبت‌کار
- ماریا یارمچاک، خواننده
- نظری یارمچاک، خواننده

## گالری تصاویر

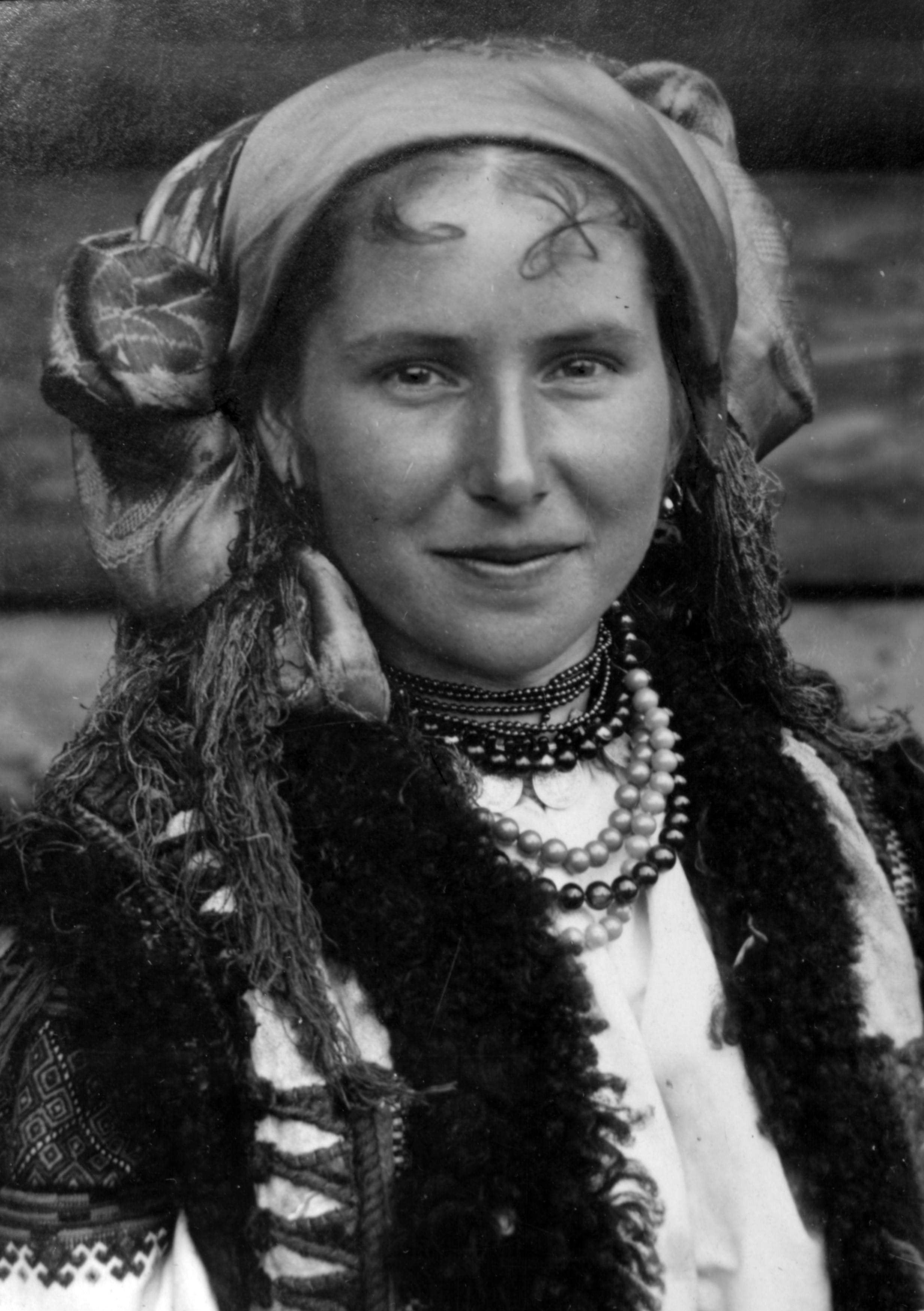
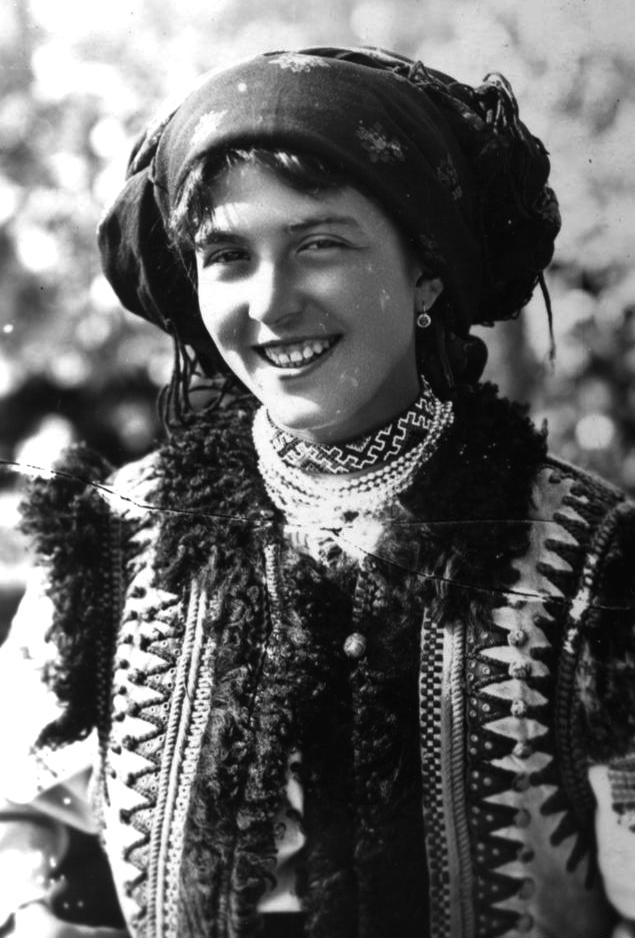
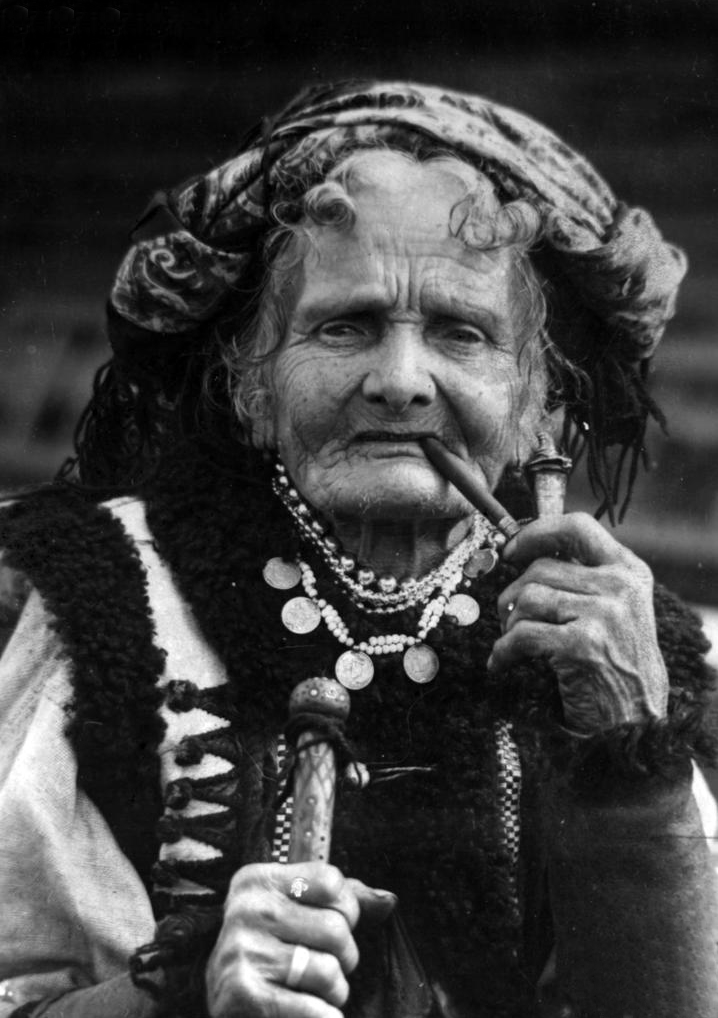
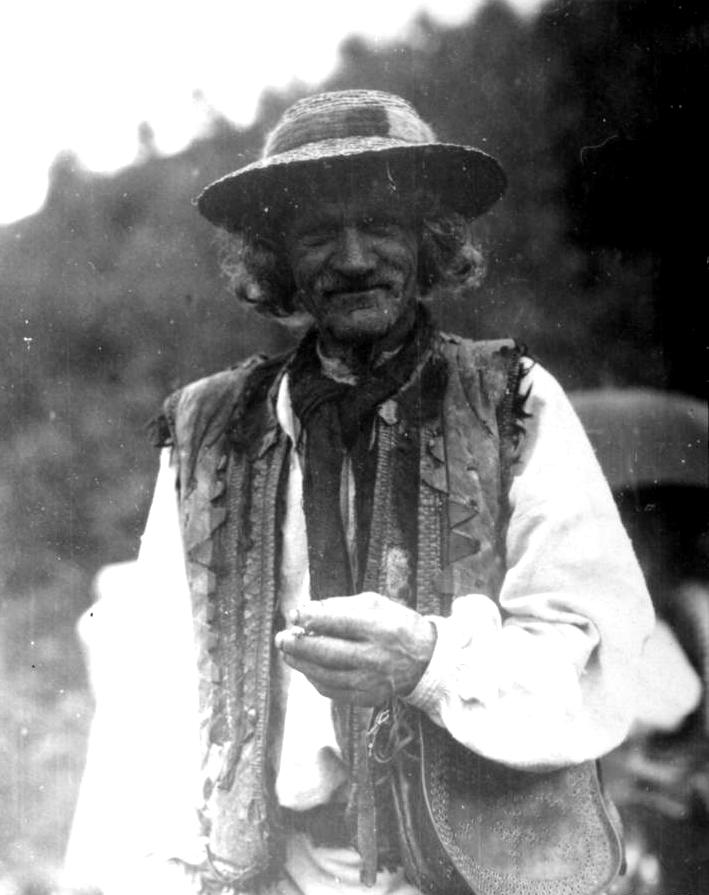
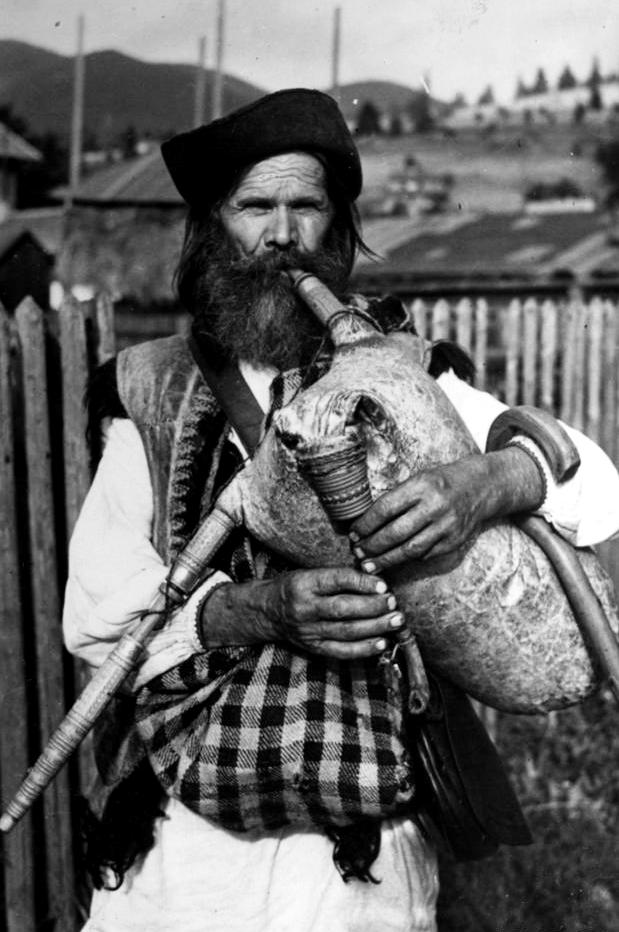
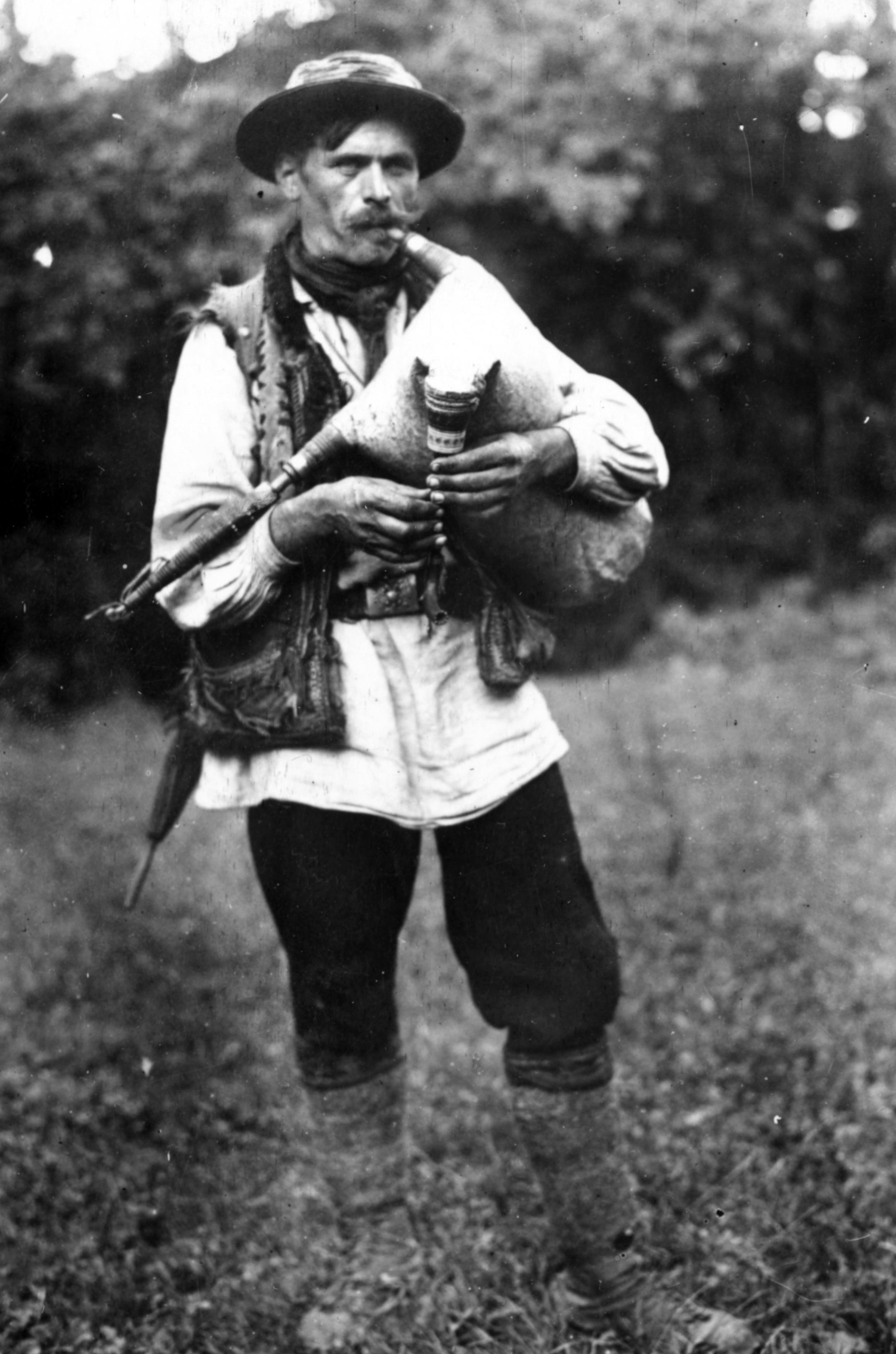
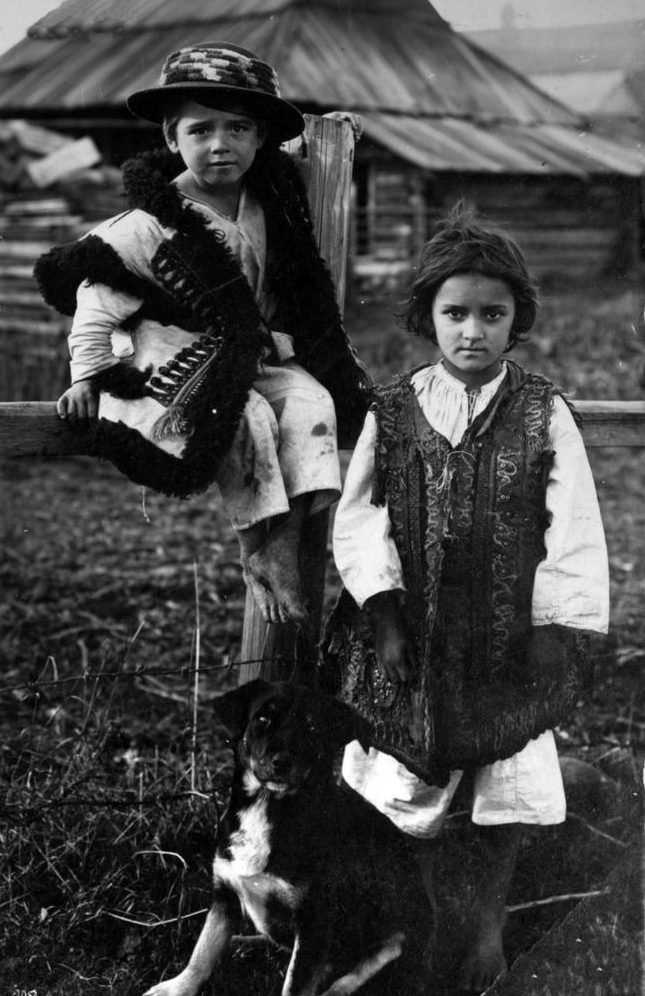
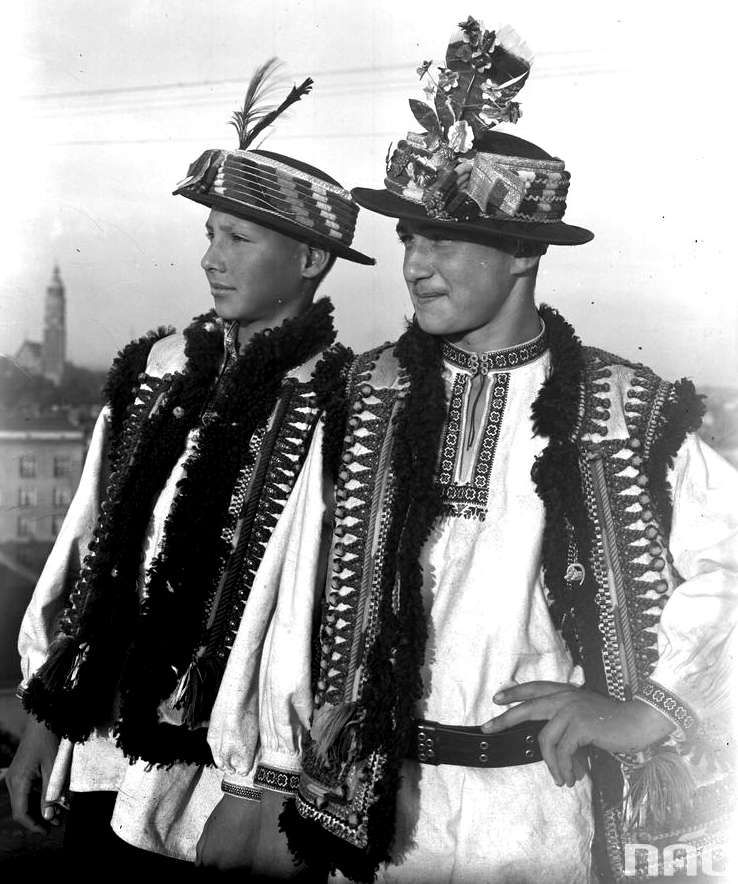
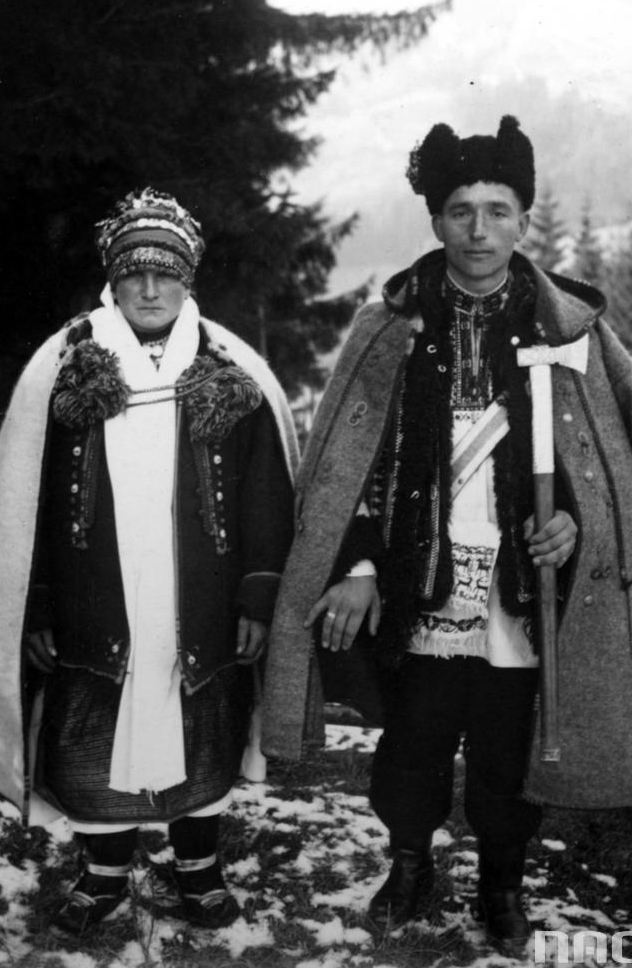
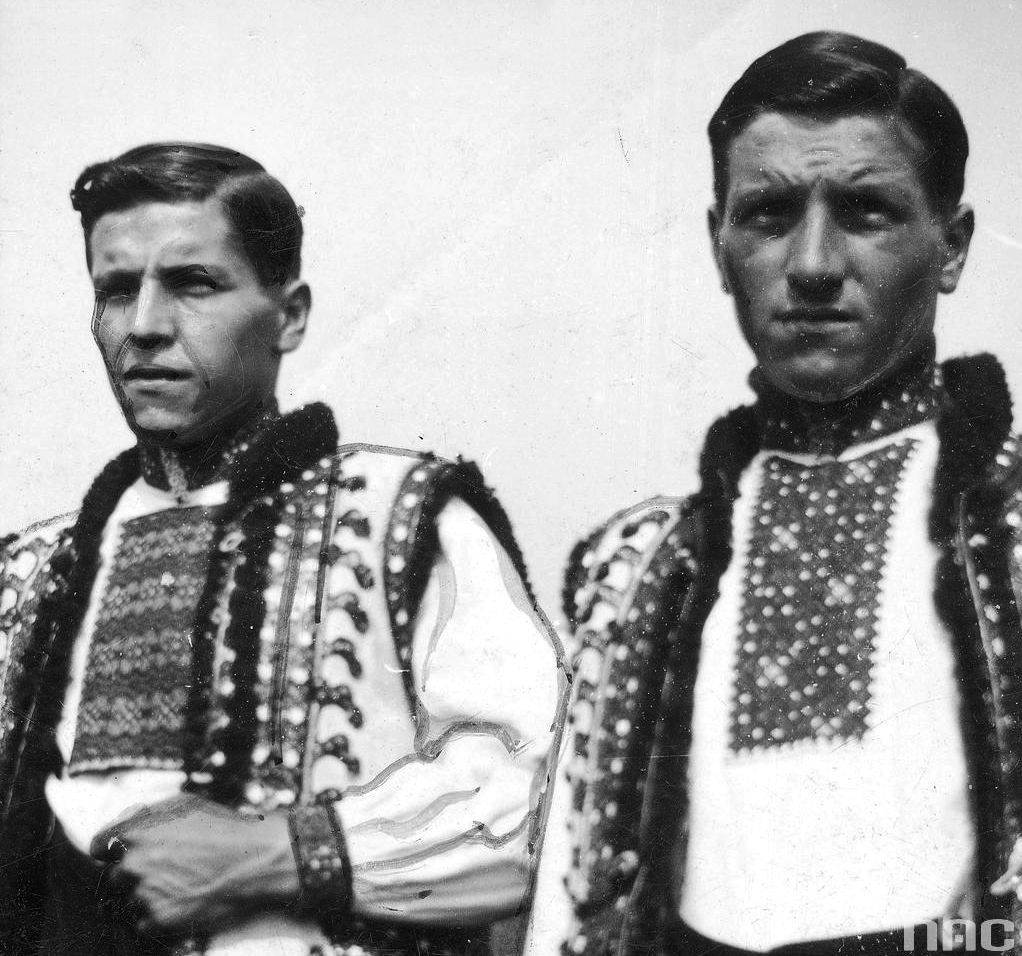
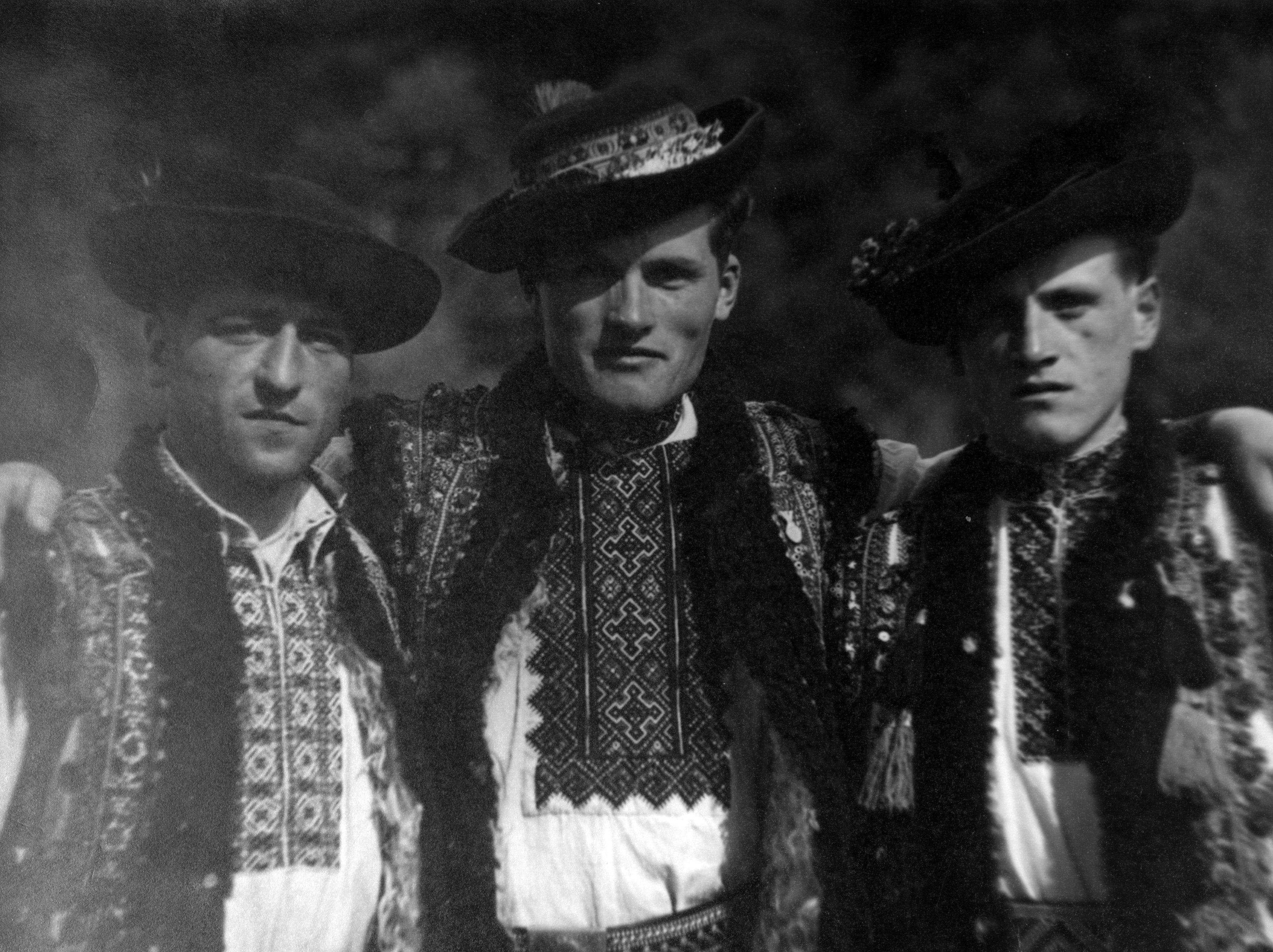
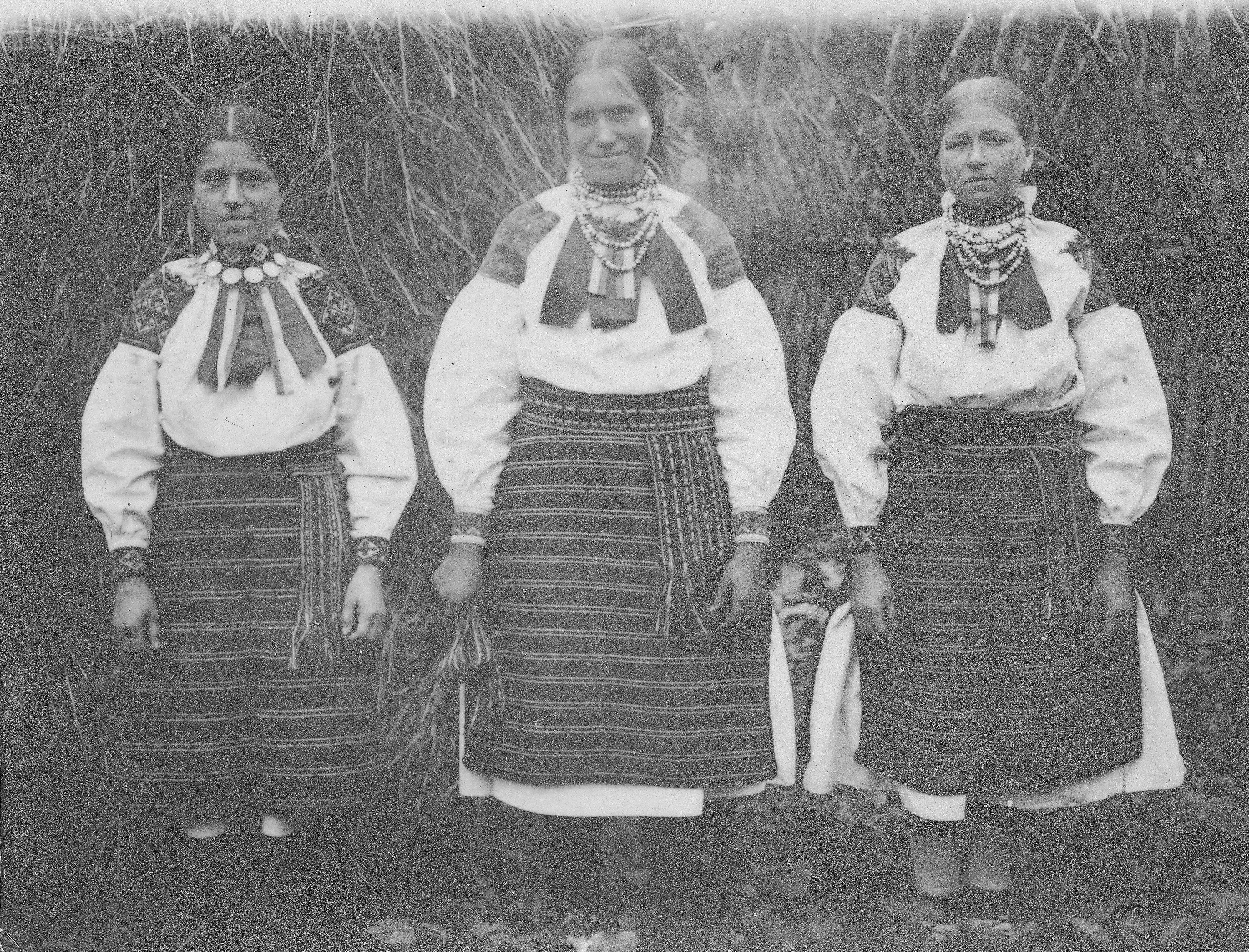
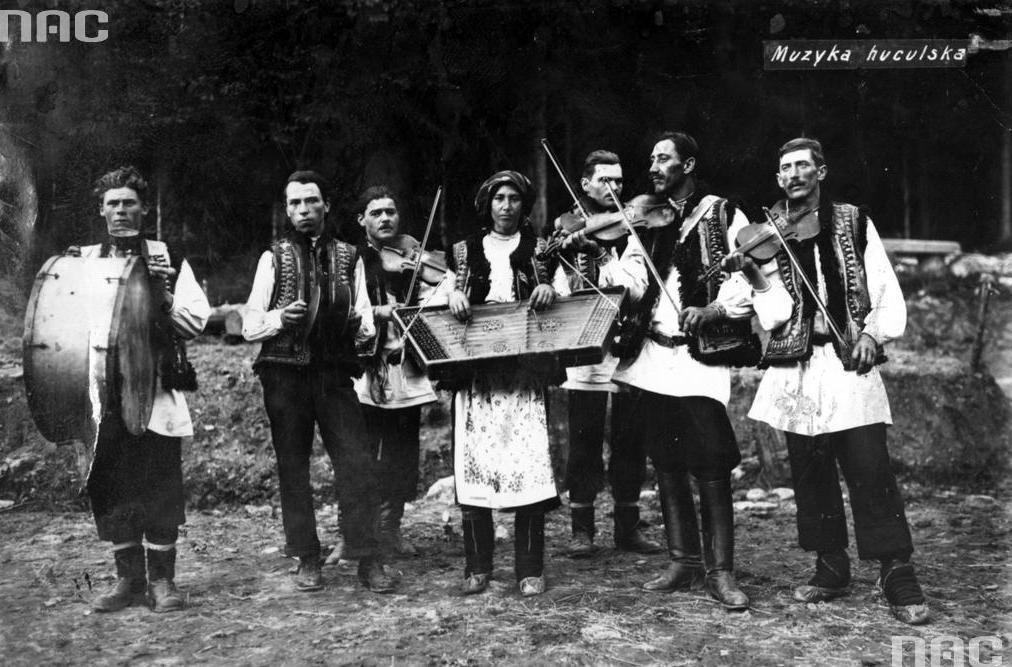
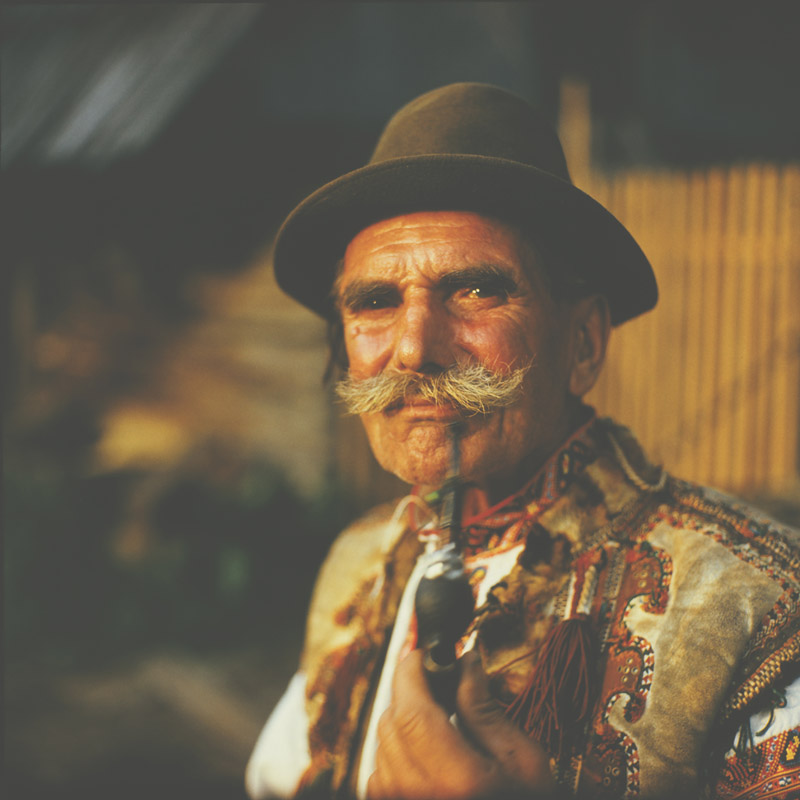
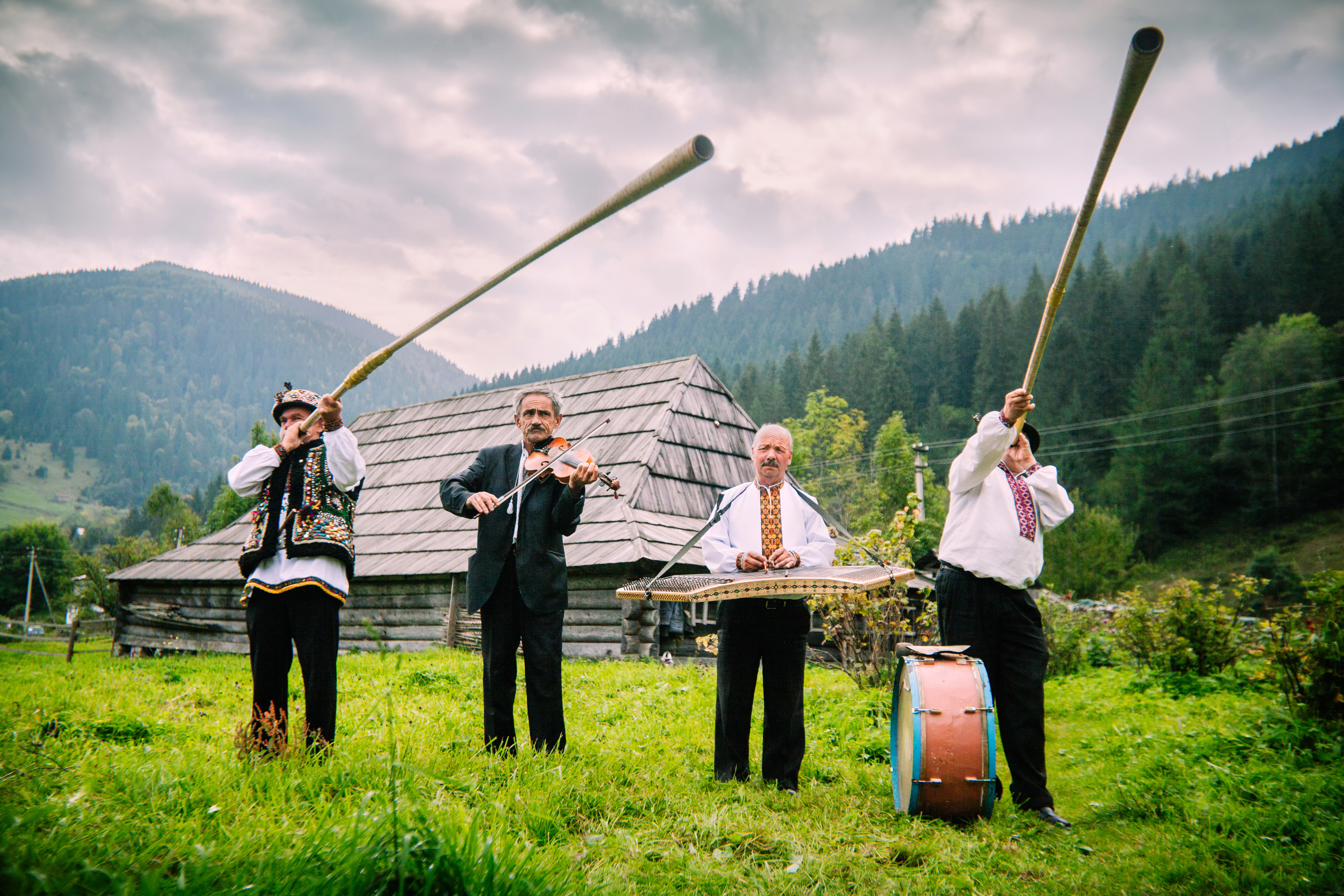